# Jacky van Dam
Jacky van Dam, pseudoniem van Jaap Plugers (Rotterdam, 13 mei 1938 – aldaar, 15 mei 2021) was een Nederlands musicus en zanger.

## Geschiedenis
Zijn bekendste lied zong hij in 1963 van een tekst van Jaap Valkhoff: Hand in hand, kameraden, een lied dat later het clublied van Feyenoord werd. De plaat belandde in 1963 in de Top 10, Van Dam kreeg er een gouden plaat voor. Jacky van Dam heeft ook een ander bekend lied gezongen dat Valkhoff voor hem had geschreven, Japie de portier, toen Jacky van Dam nog de portier van de Oase Bar van Valkhoff was. Hij was lid van 't Asoosjale Orkest.
Van Dam leed aan longkanker. Hij overleed op 83-jarige leeftijd.